# シネマちっくキネ子さん
『シネマちっくキネ子さん』（シネマちっくキネこさん）は、ÖYSTERによる日本の4コマ漫画。『まんがホーム』（芳文社）にて、2012年9月号から2015年8月号まで連載。映画監督を目指す少女、川島キネ子の日常を描く。

## あらすじ
就職した会社が直後に潰れ、アルバイトもなかなか決まらない不幸青年、宮川大八の前に、突然「映画カントク」を名乗る川島キネ子が現れる。大八の不幸な暮らしが、ハッピーエンドで終わるまでのドキュメンタリーを撮影しようとする画策するキネ子だったが、キネ子の祖父で映画監督の川島映三のお節介で有耶無耶になり、大八はキネ子の助手・カメラマンとして、映三の芳映撮影所に住み込みで雇われることになる。
しかし芳映撮影所は、娯楽の多様化や、映画のソフト化が進んでおり、映画館に足を運ばれることが少なくなったことなど、「映画が『娯楽の王様』ではなくなった」ことを受け、一棟だけを記念館として残し、一年後に閉鎖することに。キネ子は映画が今でも「娯楽の王様」であることを証明するためにも、映画作りに励んでいく。

## 主な登場人物
川島 キネ子（かわしま キネこ）
映画と、祖父であり映画監督である映三が好きで、自身も監督を目指している少女。まだ未熟だが、情熱と才能は持ち合わせており、脚本も執筆している。一人称はボク。
他人からは「カントク」と呼んでもらいたがる。いつも身につけている帽子とサングラス、サスペンダーは映三から譲り受けたもの。ハロウィンのコスプレや寝起きのナイトキャップなど、別の帽子を着用しているときでも、サングラスはつけている。
「夢のためのお金は自分で稼ぐ」としてレンタルビデオ店でアルバイトをしていたり、映三や、彼のものである芳映撮影所の設備にも頼るつもりはなかったなど、自立心が強い。
体付きが女性らしくないことを気にしている。
作中ではあまり強調されてはいないものの、大八に好意を寄せていると思しきシーンがある。
宮川 大八（みやがわ だいはち）
「週に5本はふつう見る」という、映画のどマニア。作品開始時点で22歳。行きつけのレンタルビデオ店で、古い名作やマイナーながら通好みの渋い作品ばかり借りていたことからキネ子に目をつけられ、彼女の助手に就任する。当初は職が無く、助手としても仕事があまりないのでかなりの貧乏性であり、特に食事は「プレーンお好み焼き」などきわめて質素。
比較的常識的な性格をしており、映三からは「しっかりした若者」として評価されているが、「風呂は一週間に一度入れば十分」などと言ったり、十日ほど着替えず風呂にも入らないなど、衛生観念に関してはかなり杜撰。ごく初期は無精髭を生やしていたが、キネ子の助手に就任したころからなくなった。
映画のことならなんでも知りたいタイプであり、映画に関する知識も豊富。「夢びたり」のキネ子に対して、現実的な立場からサポートをする。
越前 ハリウッ太（えちぜん ハリウッた）
アクション俳優。「アクションスター」を自称し、主演の経験もある。しかし、大八は顔と名前こそ知っていたものの、出演映画が「名作をパロったりタイトルが大作と似ていたりする」もののため、彼の出演映画を見たことはなかったらしい。また、作中映画の仕事は来ていないらしく、大八とともにアルバイトに打ち込んでいる。
彼も大八同様映画のどマニアだが、借りてきたDVDに連番だが無関係のものや、タイトル・キャストが別なだけで同内容のものがあることを大八に指摘されるなど、知識面では一歩譲る模様。
「映画っぽいセリフ」を言いたがる癖がある。
川島 映三（かわしま えいぞう）
引退した映画監督。キネ子の祖父。若いころは俳優の経験もある。キネ子には甘く、キネ子が大八のドキュメンタリーを撮ろうとした際には、盛り上げるためこっそり役者を雇ったり、裏から手を回して大八がアルバイトに受からないようにしている。また、キネ子の勉強のために、自身の持つ芳映撮影所の設備を使わせたり、知り合いの映画監督を呼んだりしている。
中野方 くるみ（なかのかた くるみ）
映三が知り合いから預かった役者。
役者ではあり、スタイルもいいが、極度の恥ずかしがり・人見知りで、初対面の相手には口も聞けないほど。しかしひと度着ぐるみに入れば、本物の動物もしのぐほどの完璧な演技をする。
その性質上、普通の人間の演技は困難だが、「手広くアフリカにまで支店のある旅館の女将に幼時に拾われ、礼儀作法を叩き込まれたゴリラ」のような設定が与えられれば、完璧な所作が出来、特撮ヒーローのスーツのようなものなら、本来ならワイヤーを使うようなアクションでもワイヤー無しでできるといった能力を発揮できる。
広路 ピア子（ひろみち ピアこ）
舞台女優。「ピア子」は漢字では比亜子と書く。
映画を「低俗で下劣」と断じ、芳映撮影所の乗っ取りを画策する仇役として登場。しかしそれは、恋人が撮影所のファンであり、撮影所がなくなると聞いた彼が消沈してしまったことから、撮影所の維持を企図しての行動である。
別の存続策として、自らが女優としてキネ子作品に出演をすることを提言したり、脚本を用意するなど、キネ子たちに積極的に協力する立場になる。
的野 菊次郎（まとの きくじろう）
運送屋。任侠もののようなきつい広島弁を操るため、時々日本語としてすら認識されない。美人には弱く、礼儀正しく丁寧な標準語を話すことも出来、その際は「運輸省関係の仕事をしている」と名乗る。
映画に関しては門外漢だが、ピア子とっておきの脚本を輸送して来た際に彼女に一目惚れしてしまったために役者を志望し、大八いわく「意外な人を採用する感じがなんだかカントクっぽいから」という理由でキネ子の許しが出る。
サングラスを外して髪型を整えるとかなりの二枚目。映三の若いころとも似ている。

## 書誌情報
- ÖYSTER 『シネマちっくキネ子さん』 芳文社〈まんがタイムコミックス〉、全2巻
  1. 2014年5月22日第1刷発行、2014年5月7日発売 ISBN 978-4-8322-5290-5
  2. 2015年9月12日第1刷発行、2015年9月7日発売 ISBN 978-4-8322-5418-3